# Li’or Refa’elow
Li’or Refa’elow (hebr. ליאור רפאלוב, ur. 26 kwietnia 1986 w Or Akwie) – izraelski piłkarz grający na pozycji lewego pomocnika. Od 2021 roku jest zawodnikiem klubu RSC Anderlecht.

## Kariera klubowa
Swoją karierę piłkarską Refa’elow rozpoczął w klubie Maccabi Hajfa. W 2004 roku awansował do kadry pierwszej drużyny Maccabi i w sezonie 2004/2005 zadebiutował w jej barwach w pierwszej lidze izraelskiej. W sezonie 2005/2006 wywalczył z Maccabi swój pierwszy w karierze tytuł mistrza Izraela, a także zdobył z tym klubem Toto Cup. W sezonie 2008/2009 został mistrzem kraju po raz drugi, a w sezonie 2009/2010 – po raz trzeci. W 2011 roku został wybrany Piłkarzem Roku w Izraelu.
20 czerwca 2011 roku Refa’elow podpisał kontrakt z belgijskim klubem Club Brugge, który zapłacił za niego sumę 2,5 miliona euro. W pierwszej lidze belgijskiej Izraelczyk zadebiutował 31 lipca 2011 w wygranym 5:0 domowym meczu z KVC Westerlo. W swoim drugim występie ligowym, przeciwko Sint-Truidense VV (3:3) strzelił swoje pierwsze dwa gole w Belgii. W debiutanckim sezonie został wicemistrzem Belgii. W sezonie 2014/2015 zdobył z Brugge Puchar Belgii oraz wywalczył wicemistrzostwo kraju. W sezonie 2015/2016 został mistrzem, w sezonie 2016/2017 – wicemistrzem, a w sezonie 2017/2018 – ponownie mistrzem Belgii.
W 2018 roku Refa’elow został wypożyczony do klubu Royal Antwerp FC, w którym zadebiutował 2 września 2018 w zremisowanym 1:1 wyjazdowym meczu z Anderlechtem. W lipcu 2019 został wykupiony przez Royal. W sezonie 2019/2020 zdobył z nim Puchar Belgii.
Latem 2021 Refa’elow przeszedł na zasadzie wolnego transferu do Anderlechtu, w którym zadebiutował 25 lipca 2021 w przegranym 1:3 domowym meczu z Royale Union Saint-Gilloise.
| Sezon   | Klub             | Kraj   | Rozgrywki     | Mecze | Bramki |
| ------- | ---------------- | ------ | ------------- | ----- | ------ |
| 2004/05 | Maccabi Hajfa    | Izrael | Ligat ha’Al   | 2     | 0      |
| 2005/06 | Maccabi Hajfa    | Izrael | Ligat ha’Al   | 19    | 1      |
| 2006/07 | Maccabi Hajfa    | Izrael | Ligat ha’Al   | 25    | 1      |
| 2007/08 | Maccabi Hajfa    | Izrael | Ligat ha’Al   | 27    | 3      |
| 2008/09 | Maccabi Hajfa    | Izrael | Ligat ha’Al   | 33    | 9      |
| 2009/10 | Maccabi Hajfa    | Izrael | Ligat ha’Al   | 34    | 7      |
| 2010/11 | Maccabi Hajfa    | Izrael | Ligat ha’Al   | 27    | 11     |
| 2011/12 | Club Brugge      | Belgia | Eerste klasse | 32    | 6      |
| 2012/13 | Club Brugge      | Belgia | Eerste klasse | 28    | 10     |
| 2013/14 | Club Brugge      | Belgia | Eerste klasse | 33    | 4      |
| 2014/15 | Club Brugge      | Belgia | Eerste klasse | 30    | 10     |
| 2015/16 | Club Brugge      | Belgia | Eerste klasse | 15    | 6      |
| 2016/17 | Club Brugge      | Belgia | Eerste klasse | 21    | 2      |
| 2017/18 | Club Brugge      | Belgia | Eerste klasse | 18    | 2      |
| 2018/19 | Royal Antwerp FC | Belgia | Eerste klasse | 34    | 10     |
| 2019/20 | Royal Antwerp FC | Belgia | Eerste klasse | 24    | 11     |
| 2020/21 | Royal Antwerp FC | Belgia | Eerste klasse | 33    | 9      |

## Kariera reprezentacyjna
W reprezentacji Izraela Refa’elow zadebiutował 22 sierpnia 2007 w przegranym 1:2 towarzyskim meczu z Białorusią, rozegranym w Mińsku. 26 maja 2010, w swoim drugim występie w kadrze, zdobył swojego pierwszego gola w niej, a Izrael przegrał w towarzyskim meczu z Urugwajem.